# Faune australe du Crétacé
La faune australe du Crétacé était dominée par les dinosaures alors que, à cette période, l'Australie et l'Antarctique ne formaient qu'un seul continent relativement isolé du reste du monde. De nombreux fossiles ont été découverts sur les sites de Dinosaur Cove et de Flat Rocks dans le sud de l'Australie.

## Formation des continents

L'Australie aurait fait partie autrefois du supercontinent Gondwana.

Autrefois, l'Australie faisait partie du supercontinent Gondwana qui incluait l'ensemble méridional des terres émergées, alors que le Laurasie regroupait les terres du Nord.
Il y a 160 millions d'années (au Jurassique supérieur), le Gondwana commence à se scinder lorsqu'un rift le sépare de l'Inde.
Il y a 125 millions d'années, l'Inde se détache entièrement de l'Afrique.
Puis, il y a 80 millions d'années, c'est au tour du bloc austral -contenant la Nouvelle-Zélande, l'Australie et l'Antarctique- de se détacher.
Au début du Cénozoïque le bloc australien et la Nouvelle-Guinée se séparent graduellement en se dirigeant vers l'est.
Il y a environ 50 millions d'années, l'Australie se sépare de l'Antarctique.
Il y a environ 25 millions d’années, ouverture du passage de Drake entre la péninsule Antarctique et l’Amérique du Sud.
Pendant presque toute cette période, la plus grande partie de ces terres était située à l'intérieur du cercle Antarctique et le climat de ces régions était très différent du climat actuel. Il y avait une flore et une faune unique pour l'époque que l'on peut retrouver dans les gisements de fossiles de Dinosaur Cove et Flat Rocks sur les côtes du sud-est de l'Australie.

## Climat
La température moyenne de la zone australe était plus élevée au Crétacé inférieur qu'elle ne l'est aujourd'hui. Plusieurs méthodes ont été employées pour le déduire.
La technique qui consiste à évaluer la variation des isotopes d'oxygène dans la roche au cours du temps permet d'évaluer des températures annuelles pour la Baie d'Hudson autour de 0 °C et autour de 8 °C pour Toronto. Les fossiles de mammifères et de dinosaures sont enchâssés dans des roches formées à partir du pergélisol. Cela suggère que la température devait se situer autour de −2 à 3 °C.
La méthode qui consiste à déduire le climat des pollens de plante suggère que les températures moyennes devraient se situer à environ 10 °C. avec des saisons froides et des saisons pluvieuses. Les plantes en question sont des conifères, Ginkgoales, fougères, Cycadales, Bryophyte, Prêle et quelques plantes à fleurs. Une grande mer intérieur devait modifier le climat de la région.
La distribution des terres devait modifier les courants océaniques et ainsi protéger le continent de température trop basse venue du pôle sud. Les études paléoclimatiques laissent penser qu'aucune calotte glaciaire ne s'étendait sur l'entité formée par ces deux continents et que ceux-ci étaient couvert de forêts jusqu'à leur extrême sud.
Cependant, l'inclinaison axiale de la Terre implique que les régions à l'intérieur du cercle antarctique subissaient une nuit polaire de six mois, c'est-à-dire que seules les espèces les plus robustes pouvaient survivre au froid et à la nuit. Cette combinaison de facteur n'est plus actuellement connue sur Terre.

## La faune
La zone australe connaissait déjà à l'époque, de nombreux animaux endémiques, des amphibiens géants comme les Temnospondyli et Koolasuchus, à l'abri de leurs concurrents crocodiliens qui ne pouvaient pas vivre dans des régions aussi froides.
Des mammifères, y compris des monotrèmes ont été aussi trouvés. Des restes fragmentaires de ptérosaures volants, des dents de plésiosaures (reptiles marins) ont été également trouvées, suggérant qu'ils aient vécu dans des fleuves de l'ancien continent.

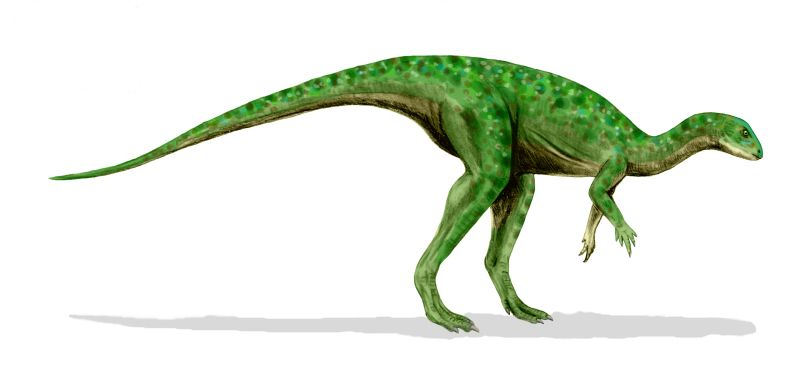
Othnielosaurus

Les fossiles de dinosaure sont rares en Australie, mais le plus grand nombre de fossiles trouvés date du Crétacé, ce sont par exemple des ornithomimosaures ou des ankylosaures. Les Hypsilophodontidae forment le groupe le plus commun et le plus divers découvert jusqu'ici. Ils nous fournissent des informations précieuses quant aux caractéristiques des dinosaures qui vivaient dans ces environnements polaires : ils possédaient de grands yeux, les ouvertures des lobes optiques du crâne étaient aussi agrandies. Ceci indique qu'ils étaient adaptés à la vision de nuit, dans des secteurs où la nuit pouvait durer plusieurs semaines.
En 1991, des paléontologues ont découvert la première espèce endémique de dinosaure d'Antarctique, le Cryolophosaurus ellioti. Certains estiment que cette faune, habituée à vivre dans le froid et sans lumière aurait pu résister à l'extinction du Crétacé.
Si les fossiles de Lightning Ridge, en Nouvelle-Galles du Sud suggèrent qu'il y a 110 millions d'années plusieurs espèces de monotrèmes étaient présentes, la communauté scientifique pense qu'aucun marsupial n'y vivait. En effet les fossiles les plus anciens de marsupiaux ne datent que du Paléogène et plus précisément de 55 millions d'années.

### dinosaures du crétacé
| Fossile de dinosaures reptiliens | Ordre | Lieu de découverte |
| --- | --- | --- |
| - Atlascopcosaurus loadsi - Austrosaurus mckillopi - Fulgurotherium australe - Kakuru kujani - Leaellynasaura amicagraphica - Minmi paravertebra - Muttaburrasaurus langdoni - Cryolophosaurus ellioti - Quantassaurus intrepidus - Rapator ornitholestoides - Serendipaceratops arthurclarkei - Timimus hermani - Walgettosuchus woodwardi | - Ornithopoda - Sauropoda - Ornithopoda - Theropoda - Ornithopoda - Ankylosauria - Ornithopoda - Theropoda - Ornithopoda - Theropoda - Ceratopsia - Theropoda - Theropoda | - Australie-Méridionale - Queensland - Australie méridionale - Australie méridionale et Antarctique - Nouvelle Zélande, Queensland - Nouvelle-Galles du Sud, Queensland - Antarctique - Australie méridionale - Nouvelle-Galles du Sud - Australie méridionale - Australie méridionale - Australie méridionale |

- Dinosaures sans genre défini
  - Ornithopodes 7, incluant deux Hypsilophodontidae.
  - Sauropodes: 7, incluant un possible titanosauridé et deux possibles brachiosauridés.
  - Théropodes : 17, incluant des Dromaeosauridae, un possible Caenagnathidae, un possible Thérizinosaures, et deux possibles Ornithomimidae.

- Dinosaures reconnus par leurs empreintes (Paléoichnologie)
  - Changpeipus bartholomaii (Theropoda)
  - Megalosauropus broomensis (Theropoda)
  - Skartopus australis (Theropoda)
  - Tyrannosauropus (Theropoda)
  - Wintonopus latomorum (Ornithopoda)
  - Wintonopus sp. (Ornithopoda)
  - (Sauropoda)
  - (Stegosauria)
  - (Theropoda)
  - (Thyreophora)

### Sources
- (en) Cet article est partiellement ou en totalité issu de l’article de Wikipédia en anglais intitulé « Polar dinosaurs in Australia » (voir la liste des auteurs).
- Long, J.A., Dinosaurs of Australia and New Zealand, UNSW Press 1998